# Ivan Kyrylenko
Pour les articles homonymes, voir Kyrylenko.
Ivan Hryhorovytch Kyrylenko (ukrainien : Іван Григорович Кириленко) est un homme politique ukrainien né le 2 octobre 1956 à Berestove dans l'oblast de Zaporijia, en RSS d'Ukraine. Kyrylenko est élu à la Rada depuis 1995 et président du groupe Bloc Ioulia Tymochenko à la Rada depuis 2007.
Kyrylenko commence sa carrière en tant que chef d'un kolkhoze de l'oblast de Dnipropetrovsk. 
Kyrylenko est élu député à la 2e Rada en 1995. Il rejoint le parti Unité. Lors de l'élection législative de mars 1998, il est élu dans l'oblast de Dnipropetrovsk sur une liste du parti Hromada de Pavlo Lazarenko, un des chefs du clan de Dnipropetrovsk.
En 1999, Lazarenko s'enfuit d'Ukraine, poursuivi pour des malversations financières. Le parti Hromada n'a plus d'avenir et Kyrylenko participe à la création de l'Union panukrainienne « Patrie », un nouveau parti présidé par Ioulia Tymochenko.
Kyrylenko quitte la Rada le 22 février 2000 pour devenir ministre de l'Agriculture des gouvernements de Viktor Iouchtchenko puis d'Anatoliy Kinakh. Kyrylenko est élu à la 4e Rada en 2002 avec la coalition « Pour l'Ukraine unie ! » dont il est l'un des fondateurs (en tant que membre du Parti agrarien). Il rejoint le gouvernement de Viktor Ianoukovytch en 2003 en tant que vice premier ministre.
Kyrylenko est réélu à la Rada en 2006 et en 2007 sous l'étiquette du Bloc Ioulia Tymochenko dont il devient, en 2007, le chef de groupe à la Rada.